# Castel Summersberg
Castel Summersberg (desuetamente anche Castel Sommo; in tedesco Schloss Summersberg) è un castello medievale che si trova nella frazione di Gudon del comune di Chiusa in Alto Adige.

## Storia
Il primo semplice nucleo del castello fu costruito nel 1202 dai signori di Summersberg. Nella prima metà del XIV secolo la famiglia si trasferì però ad Albes (Albeins), vicino a Bressanone. Nel 1329 il maniero venne quindi concesso a Giorgio di Villandro che lo ristrutturò trasformandolo in una residenza più adeguata.
Nel XV secolo il castello fu ampliato e nel XVI secolo raggiunse l'aspetto attuale.
All'estinzione dei signori di Gudon, il castello passò ai Trautson, poi ai Wolkenstein e infine, nella seconda metà del XIX secolo, allo storico di Innsbruck Ignaz von Zingerle, i cui discendenti lo possiedono tuttora.
La roccia sulla quale sorge il castello non è molto stabile tanto che negli anni 1950 una sezione di 20 metri delle mura franò nel sottostante rio Funes (Villnösser Bach).

## Struttura
Nel cortile del castello è posto un gruppo ligneo del XV secolo della scuola brissinese che rappresenta la crocifissione di Cristo.
Il palazzo residenziale sorge accanto al mastio rotondo, peculiarità del castello. Risale al XV secolo ed è caratterizzato da trifore, erker e scale di legno. All'interno la sala di mezzo è circondata da varie altre stanze tra cui la cosiddetta "Bauernstube" con un soffitto a travi di legno.
Essendo una dimora privata non è visitabile.